# 陳博憲
陳博憲（1944年—），台灣小兒科醫師，出生於嘉義，嘉義基督教醫院第四任院長。1971年畢業於台北醫學院醫學系。第十七屆醫療奉獻獎得主。至2025年，陳博憲醫師仍於嘉基擔任小兒科主治醫師，至今已任職54年。

## 經歷
嘉義基督教醫院小兒科主任、醫療副院長、院長、院務顧問、彰化基督教醫院董事。現任嘉義基督教醫院小兒科主治醫師。

## 事蹟
陳博憲從台北醫學院畢業後，回到故鄉嘉義服務，從基層住院醫師做起。1975年，受到當時任職於嘉義基督教醫院的宣教士倪安華醫師（Dr. Andre Jon Nelson）影響，陳博憲從內科領域轉往小兒科發展，兩人輪流值班，共同建立雲嘉地區第一間兒科重症後送醫院，以及小兒科完整醫療照護制度。1977年，倪安華回美國定居，陳博憲接手推動兒童醫療，於1981年至1987年間擔任院長，開啟嘉義基督教醫院由本國人經營的時代。
- 1975年，完成雲嘉南地區首例嚴重黃疸兒換血手術，開展早產兒醫療照護。[1]
- 1977年，建立小兒呼吸加護病床，開展兒童重症醫療。[1]
- 1979年，推動小兒預防注射制度，預防小兒麻痺、結核病、白喉、百日咳、麻疹、德國麻疹等流行疾病，並開始於門診進行兒科衛教。[1]